# Viktor Lorén
Viktor Edvard Lorén, född 30 oktober 1857 i Örgryte församling, Göteborg, död 1 december eller 3 december 1885 (självmord), var en svensk donator.

## Biografi
Lorén växte upp som son till en förmögen änkeman och bryggare. Fadern drogs med alkoholproblem och var brutal och skrämmande gentemot sin son. Lorén blev därför omhändertagen av en fosterfamilj i Göteborg, som dock tyckte att han var alltför besvärlig och därför återlämnade honom. Som elvaåring kom han som fosterpojke till familjen Olof Leffler i Stockholm. Han kom därmed att bli fosterbror till Gösta Mittag-Leffler, Frits Läffler, Anne Charlotte Leffler och Arthur Leffler. Hans fosterfar blev Olof Leffler och hans fostermor Gustava Leffler (född Mittag).
I sin nya familj kom han att behandlas som ett barn i huset, men ansågs vara svårhanterlig. I skolan utmärkte han sig inte som någon mönsterelev, varken där eller senare som student. Anledningen till detta ansågs inte vara en låg begåvning utan "ett oroligt temperament och ett utpräglat kritiskt intellekt".
Lorén blev student vid Uppsala universitet 1876 och ägnade sig med förkärlek åt socialvetenskapliga studier. Men då han led av en kronisk bröstsjukdom och inte kunde räkna med att personligen få arbeta inom sin älsklingsvetenskap, beslöt han (redan 1882) att testamentera sin förmögenhet åt socialvetenskapens främjande och lät instifta Lorénska fonden för befrämjande av socialvetenskaper. Totalt testamenterades ungefär 200 000 kronor.
Den 1 december (vissa källor anger 3 december som dödsdag) 1885 avled Lorén genom att han sköt sig. Den första att kallas till "det blödande liket" var fostersystern Anne Charlotte Leffler.
Lorén har delvis stått modell för karaktären Berndtson i Anne Charlotte Lefflers novell I krig med samhället. Viktor Lorén är begravd på Norra begravningsplatsen utanför Stockholm.

### Fotnoter
1. 1 2 3  Nordisk Familjebok: Lorén, Viktor
2. ↑  Lauritzen 2012, s. 19, 45
3. ↑  Lauritzen 2012, s. 45
4. 1 2 3  Lauritzen 2012, s. 344
5. ↑  ”Lorén, Viktor Edvard”. SvenskaGravar.se. https://www.svenskagravar.se/search?ShowFilters=False&Query=Lor%C3%A9n+1885&ParishId=&GraveNumber=&BirthDate=&DeathDate=&BurialDate=&OrderByDesc=False&OrderBy=. Läst 22 januari 2023.